# Svarthövdad dödskalleapa
Svarthövdad dödskalleapa (Saimiri boliviensis) är en apa som återfinns i Bolivia, Peru och Brasilien. Saimiri boliviensis ingår i släktet dödskalleapor och familjen cebusliknande brednäsor.

## Systematik och utbredning
Arten består av två underarter, Saimiri boliviensis boliviensis, som förekommer i Bolivia, Brasilien och sydöstra Peru, och Saimiri boliviensis peruviensis som enbart förekommer i Peru.

## Utseende
Dessa dödskalleapor är mellan 23 och 37 cm långa och har en svans som är upp till 45 cm lång. Pälsen är huvudsakligen blek gulaktig, ofta med svart skugga. Underarmarna och underbenen har intensivare gul eller orange färg. Pälsen på huvudets topp är hos honor svart och hos hanar mera gråaktig. Kring ögonen finns en vit eller rosa ansiktsmask.

## Ekologi
De svarthövdade dödskalleaporna lever i matriarkala grupper som består av 45 till 75 individer. Dräktighetstiden är ungefär 145-155 dygn och honorna föder sedan en unge. Honorna stannar i den grupp de föddes i medan hannarna stannar tills de är 4-5 år gamla, därefter lämnar de gruppen och ansluter sig till tillfälliga grupper av enbart hannar innan de återigen ansluter sig till en grupp apor av båda könen. Hannarna fortsätter dock byta grupp ungefär varje eller vartannat år. Noterbart är att honorna alltid är dominanta över hanarna och håller dem i den sociala utkanten av gruppen.
Aporna lever i regnskog och mangroveträsk där de livnär sig främst frukter och insekter, men även på nötter, ägg och mindre däggdjur.

## Status och hot
Arten klassades som livskraftig av IUCN 2003 då den inte är utsatt för högt jakttryck och för att den är mycket anpassningsbar.